# Монтануй
Монтануй (ісп. Montanuy, кат. Montanui) — муніципалітет в Іспанії, у складі автономної спільноти Арагон, у провінції Уеска. Населення — 296 осіб (2009).
Муніципалітет розташований на відстані близько 430 км на північний схід від Мадрида, 100 км на схід від Уески.
На території муніципалітету розташовані такі населені пункти: (дані про населення за 2009 рік)
- Ането: 21 особа
- Ардануй: 8 осіб
- Беніфонс: 12 осіб
- Боно: 6 осіб
- Кастанеса: 42 особи
- Кастарне: 11 осіб
- Ескане: 8 осіб
- Естет: 10 осіб
- Фончаніна: 8 осіб
- Форкат: 13 осіб
- Хінасте: 19 осіб
- Монтануй: 61 особа
- Ноалес: 35 осіб
- Рібера: 2 особи
- Сеньїу: 17 осіб
- Віньяль: 4 особи
- Ервера: 8 осіб

## Демографія
Динаміка населення (INE ):